# Cridling Stubbs
Cridling Stubbs är en by och en civil parish i North Yorkshire, England. Orten har 148 invånare (2001).